# Cilunculus profundus
Cilunculus profundus är en havsspindelart som först beskrevs av Hedgpeth, J.W. 1949.  Cilunculus profundus ingår i släktet Cilunculus och familjen Ammotheidae. Inga underarter finns listade i Catalogue of Life.